# Позитивна Словенія
Позитивна Словенія (словен. Lista Zorana Jankovića – Pozitivna Slovenija, LZJ-PS) — словенська
лівоцентристська політична партія, заснована 2011 року. Зоран Янкович, мер Любляни, двічі вигравав місцеві вибори в столиці Словенії, оголосив про створення власної національної партії 11 жовтня 2011, після відставки уряду Б. Пахора. Об'єднання офіційно засноване 22 жовтня 2011, коли було оголошено початок дострокових парламентських виборів. До неї приєдналися кілька колишніх членів Державного зібрання, про свою підтримку цієї ініціативи також публічно оголосив колишній президент Мілан Кучан.
Позитивна Словенія перемогла на виборах 2011, отримавши 28,5 % голосів і 28 місць у національному парламенті.
Аленка Братушек змінила в січні 2013 року на посаді лідера партії «Позитивна Словенія» Зорана Янковича (словен. Zoran Janković). 26 квітня 2014 Зорана Янковича знову обрали лідером партії 422-ма з 763 голосів; Братушек отримала 338 голосів.